# The 100
The 100 är en amerikansk post-apokalyptisk TV-serie i genrerna science fiction och drama. Serien hade premiär på TV-kanalen The CW den 19 mars 2014. Serien produceras av Jason Rothenberg och är baserad på den första boken ur Kass Morgans serie från 2013 med samma namn. Medverkande skådespelare är Eliza Taylor-Cotter och Henry Ian Cusick. Den 1 februari 2017 hade den fjärde säsongen premiär i USA.
Serien följer en grupp av post-apokalyptiska överlevare ur flera åldersgrupper: Clarke Griffin (Eliza Taylor-Cotter), Bellamy Blake (Bob Morley), Octavia Blake (Marie Avgeropoulos), Jasper Jordan (Devon Bostick), Monty Green (Christopher Larkin), Raven Reyes (Lindsey Morgan), Finn Collins (Thomas McDonell), John Murphy (Richard Harmon), och Wells Jaha (Eli Goree). De är några av de första människorna från rymdkolonin "Arken", att återvända till Jorden efter ett förödande kärnvapenkrig. Serien kretsar också kring Dr. Abby Griffin (Paige Turco), Clarkes mor; Marcus Kane (Henry Ian Cusick), en kanslimedlem på Arken, och Thelonious Jaha (Isaiah Washington), Arkens Kansler samt Wells far.
The 100 förnyades av The CW mars 2017 till en femte säsong. Därefter har även en sjätte (2019) och sjunde (2020) säsong av The 100 sett dagens ljus. Den sjunde säsongen är också den avslutande.

## Handling
Det har gått 97 år sedan ett kärnvapenkrig utplånade nästan allt liv på jorden. Men i en omloppsbana kring jorden har 12 nationers bemannade rymdstationer slagit ihop sig till en enda stor station kallad "Arken". Där försöker mänskligheten överleva i väntan på att jorden återigen ska bli beboelig så att de kan återvända. Men Arken är nu döende och dess ledning bestämmer sig för att skicka 100 kriminella ungdomar från Arken till Jorden för att undersöka ifall det går att överleva där. Väl nere inser de ungdomarna att allt liv på Jorden är långt ifrån utplånat och att de därmed inte är ensamma. Därefter börjar den verkliga kampen mellan liv och död där ungdomarna blir testade av sig själva, naturen och av de människor som redan bor på jorden.

## Rollista

### Huvudroller
- Eliza Taylor - Clarke Griffin[3]
- Paige Turco - Abigail "Abby" Griffin[3]
- Thomas McDonell - Finn Collins[3]
- Eli Goree - Wells Jaha[3]
- Marie Avgeropoulos - Octavia Blake[3]
- Bob Morley - Bellamy Blake[3]
- Kelly Hu - Callie Cartwig
- Christopher Larkin - Monty Green
- Devon Bostick - Jasper Jordan
- Isaiah Washington - Thelonious Jaha
- Henry Ian Cusick - Marcus Kane
- Lindsey Morgan - Raven Reyes
- Ricky Whittle - Lincoln
- Richard Harmon - John Murphy
- Zach McGowan - Roan
- Tasya Teles - Echo/Ash
- Shannon Kook - Jordan Green
- JR Bourne - Russell Lightbourne VII / Sheidheda
- Chuku Modu - Gabriel Santiago

### Återkommande roller
- Chelsey Reist - Harper McIntyre
- Alessandro Juliani - Jacapo Sinclair
- Katie Stuart - Zoe Monroe
- Genevieve Buechner - Fox
- Dichen Lachman - Anya
- Chris Browning - Jake Griffin
- Kate Vernon - Diana Sydney
- Terry Chen - Shumway
- Steve Talley - Kyle Wick
- Adina Porter - Indra

- Alycia Debnam-Carey - Lexa